# Margoth Atahuachi
Margoth Atahuachi Burgos (Potosí, Bolivia, 1965) es una botánica y bióloga boliviana. 
En 1993 obtuvo su Licenciatura en la Universidad Mayor de San Simón. Recibió entrenamiento científico en Taxonomía, en el Género Mimosa (Leguminosae: Mimosoideae) de Bolivia, en el Departament of Plant Science de la Universidad de Oxford. Trabaja con el "Centro de Biodiversidad y Genética" (CBG) de la Universidad Mayor de San Simón (UMSS) de Cochabamba, Bolivia, en el "Proyecto Mimosas de Bolivia",

## Publicaciones
- n. de la Barra, m. Atahuachi, carola Antezana, g. Navarro. 1999. Vegetación acuática y palustre del Valle Central de Cochabamba. Revista Boliviana de Ecología 6: 65-76

- margoth Atahuachi, susana Arrázola. 1996a. Catálogo de leguminosas nativas en Cochabamba. Legum. Agric. Boliv. 409–423

- gonzalo Navarro, s. Arrázola, c. Antezana, e. Saravia, m. Atahuachi Burgos. 1996b. Series de vegetación de los valles internos de los Andes de Cochabamba (Bolivia). Revista Boliviana de Ecología y Conservación Ambiental 1: 3-20

- susana Arrázola Rivero, margoth Atahuachi, edwin Saravia, álvaro López. Diversidad floristica medicinal y potencial etnofarmacológico de las plantas de los valles secos de Cochabamba - Bolivia

- margoth Atahuachi Burgos, john richard i. Wood. 2005. La guía "Darwin" de las flores de los valles bolivianos. Editor Darwin Initiative, 199 pp.

### Congresos
- carola Antezana Valera, susana Arrázola, margoth Atahuachi Burgos. 2009. Programa y resúmenes del I Congreso Boliviano de Botánica: 29 y 30 de octubre, 2009

## Honores
Miembro de
- Asociación para la Biología de la Conservación - Bolivia (Capítulo de "Society for conservation Biology". Presidenta del Comité Científico.

Responsable Departamental
- por Cochabamba: 1ª Olimpiada Científica Plurinacional Boliviana, 2011.

- La abreviatura «Atahuachi» se emplea para indicar a Margoth Atahuachi como autoridad en la descripción y clasificación científica de los vegetales.[2]